# Léopold Maissin
Pour les articles homonymes, voir Maissin.
Léopold Emmanuel Louis Eugène Maissin, né le 9 juin 1854 à Paris et mort en mai 1937 à Coat-ar-Hars, commune d'Hanvec, est un polytechnicien, ingénieur, industriel et homme politique français, qui fut maire du Relecq-Kerhuon, conseiller général du Finistère, directeur de l'usine de poudres du Moulin blanc au Relecq-Kerhuon.

## Sa vie familiale
Marié avec Eugénie Vincent, il a eu au moins un fils Léopold Albert Marie Alexandre Maissin, né le 14 octobre 1879 à la poudrerie du Moulin blanc au Relecq-Kerhuon et chevalier de la Légion d'honneur à titre militaire.

## Sa vie politique
En 1889, Léopold Maissin, candidat républicain, est élu conseiller général du canton de Landerneau  (son élection fut contestée car les ouvriers de la poudrerie du Moulin-Blanc et les agriculteurs des environs auraient fait l'objet d'une pression éhontée afin qu'ils votent pour lui, selon le journal La Presse) et le resta pendant plus d'une dizaine d'années, étant même élu en 1904 vice-président du conseil général du Finistère. Il ne se représenta pas aux élections des conseillers généraux en 1913. Mais il demeure maire du Relecq-Kerhuon: il l'était déjà en 1903.
Léopold Maissin est candidat aux élections législatives du 20 août 1890 dans la deuxième circonscription de Brest, mais il est battu dès le premier tour, obtenant 4460 voix, par François-Émile Villiers, candidat conservateur qui obtient 7479 voix et à nouveau par le même candidat lors de celles de 1893 où il obtient 3560 voix contre 6479 à son vainqueur, Émile Villiers à nouveau. Candidat aux élections sénatoriales de 1908 dans le Finistère, il est également battu. Il est également battu aux élections législatives de 1924 au scrutin de liste, ainsi qu'à  celles de 1932 par Paul Simon dans la deuxième circonscription de Brest.

## L'ingénieur devenant ensuite directeur des poudres

### Les inventions de Léopold Maissin
Admis en 1873 à l'École polytechnique, Léopold Maissin, par un décret du 1er mai 1876, est nommé élève ingénieur dans le service des poudres et salpêtres. En 1890, l'ingénieur des poudres Léopold Maissin est envoyé par le ministre de la guerre Freycinet en Russie, dans le cadre de l'alliance franco-russe « prêter son concours à l'administration de l'artillerie impériale pour l'organisation de divers ateliers destinés à la fabrication de poudre sans fumée ».
Polytechnicien, l'ingénieur Léopold Maissin fait des recherches à la poudrerie de Sevran qui aboutissent en 1892 à la mise au point de la première poudre de chasse peroxylée (à base de coton-poudre, ou nitrate de cellulose et de fulmicoton), faisant brèveter son invention dès le 22 avril 1888  qui peut aussi servir à produire de poudre de guerre dite poudre B désormais utilisée dans la marine. Des essais sont menés par l'ingénieur Albert Louppe à la poudrerie du Moulin-Blanc, située dans la vallée du Costour sur le territoire de la commune du Relecq-Kerhuon près de Brest dès 1895. Cette fabrication est confiée à la poudrerie du Moulin-Blanc, dont Léopold Maissin est nommé directeur. Le coton-poudre provenait de déchets d'huiles de coton au départ d'Angleterre et parfois même d'Allemagne (malgré les rapports très tendus existant alors avec ce pays). La création en 1903 d'une usine à capitaux français pour le traitement des déchets d'huiles de coton à Traon-Élorn aux portes de Landerneau est soutenue par Albert Louppe alors que Léopold Maissin soutient une société concurrente, à capitaux allemands, qui s'installe à la Grande Pallue ["La Grande Palud" dans l'orthographe actuelle], également en Landerneau.

### La polémique avec Albert Louppe

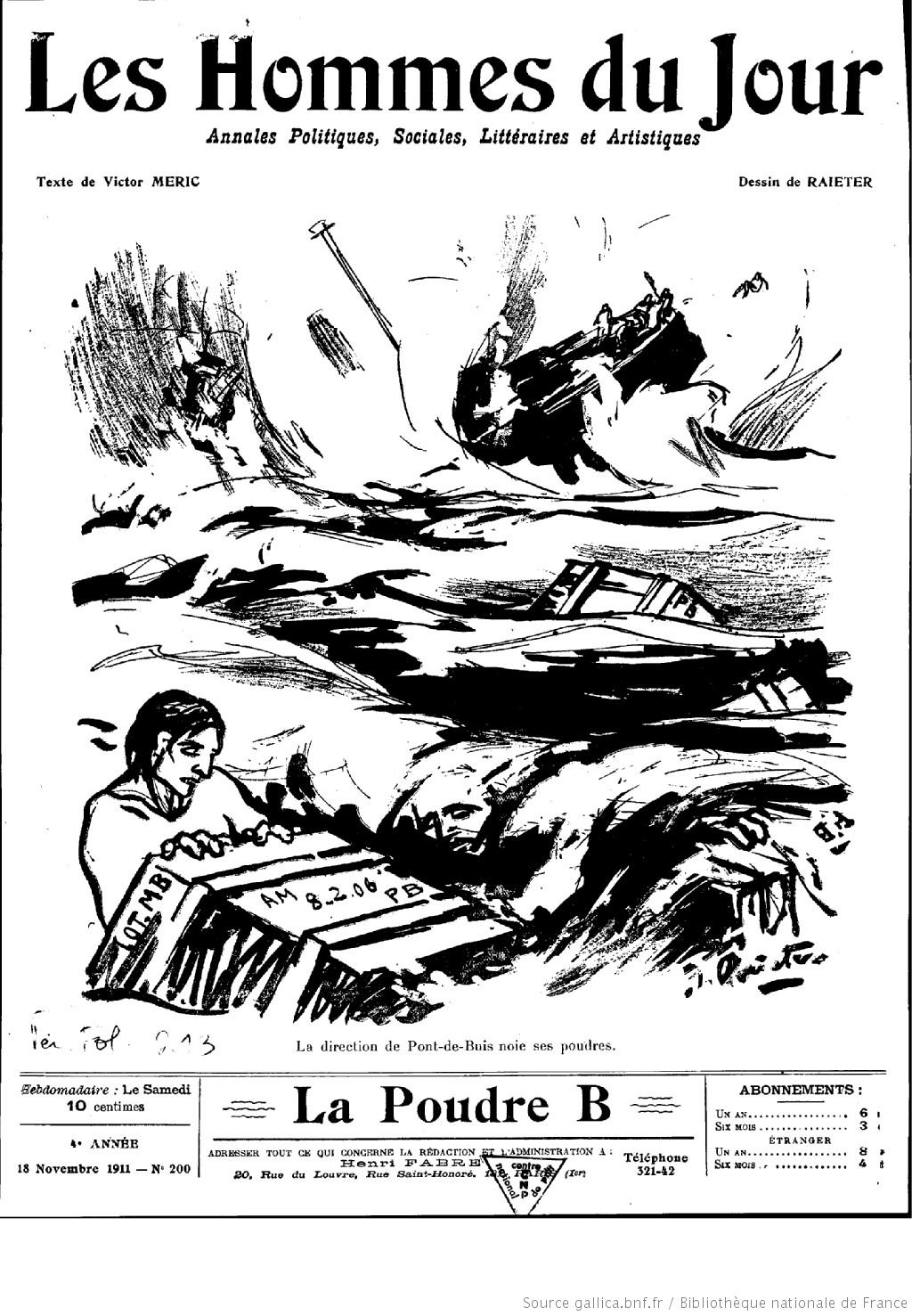
Caricature parue le 18 novembre 1911

À la suite de l'explosion de deux cuirassés dans le port de Toulon, le Iéna en 1907 et le Liberté en 1911 (de plus, trois autres cuirassés subissaient de graves avaries), catastrophes qui font plus d'une centaine de morts chacune, dues à l'instabilité de la poudre B qui constitue depuis quelques années la poudre à canon utilisée dans la marine en remplacement de l'ancienne poudre noire), Léopold Maissin, directeur de la poudrerie du Moulin blanc, qui produit le coton-poudre, élément important de la fabrication de la "poudre B", accuse la poudrerie de Pont-de-Buis, qui produit la "poudre B", d'être responsable des malfaçons et donc des deux catastrophes, mettant de ce fait en cause son directeur Albert Louppe.
Conseiller général du Finistère (comme Albert Louppe d'ailleurs), Léopold Maissin déclare devant le Conseil général de ce département que « le 20 mars 1907, huit jours avant la catastrophe du « Iéna », il avait, dans une lettre à Gaston Thomson, alors ministre de la Marine, signalé les malfaçons d'un certain nombre de lots de « poudre B », les responsables à frapper et les menaces qui pesaient sur notre marine ».

« Les critiques et accusations de M. Maissin peuvent être classées sous les trois rubriques suivantes : d'une part dans la fabrication des poudres du Pont-de-Buis ;puis dans la fabrication du coton-poudre lorsque ce même ingénieur [sous-entendu Albert Louppe] prit la succession de M. Maissin au Moulin-Blanc (procédés irréguliers et même frauduleux mis en pratique par M. Louppe pour faire recevoir des lots de poudre ne satisfaisant pas aux conditions de réception ; procédés de fabrication défectueux (...) »

Albert Louppe accusa alors Léopold Maissin, directeur de l'usine du Moulin-Blanc avant leur permutation, fournissant le coton-poudre, d'être responsable, mettant en cause la mauvaise qualité de sa production. La polémique s'envenima et, après avoir dans un premier temps, permuté les deux directeurs, puis avoir muté Léopold Maissin en 1906 à la direction de la poudrerie de Lille, le gouvernement finit par les révoquer en novembre 1911.
Le rapport Gaudin puis la commission d'enquête, par la voix de Camille Chautemps, fit porter pour partie la responsabilité sur « l'indiscipline qui régnait dans certaines poudreries, du fait que les directeurs flattaient les syndicats ouvriers pour obtenir leur appui électoral », mettant directement en cause les ambitions politiques des deux directeurs qui s'étaient entredéchirés, Albert Louppe et Léopold Maissin. De plus, les deux hommes étaient rivaux politiques, par exemple en août 1910, Albert Louppe évince Léopold Maissin (qui était alors maire du Relecq-Kerhuon et conseiller général du canton de Landerneau depuis 1901), de son poste de vice-président du Conseil général du Finistère.